# Mbomou
Pour les articles homonymes, voir Mbomou (homonymie) et Bomu.

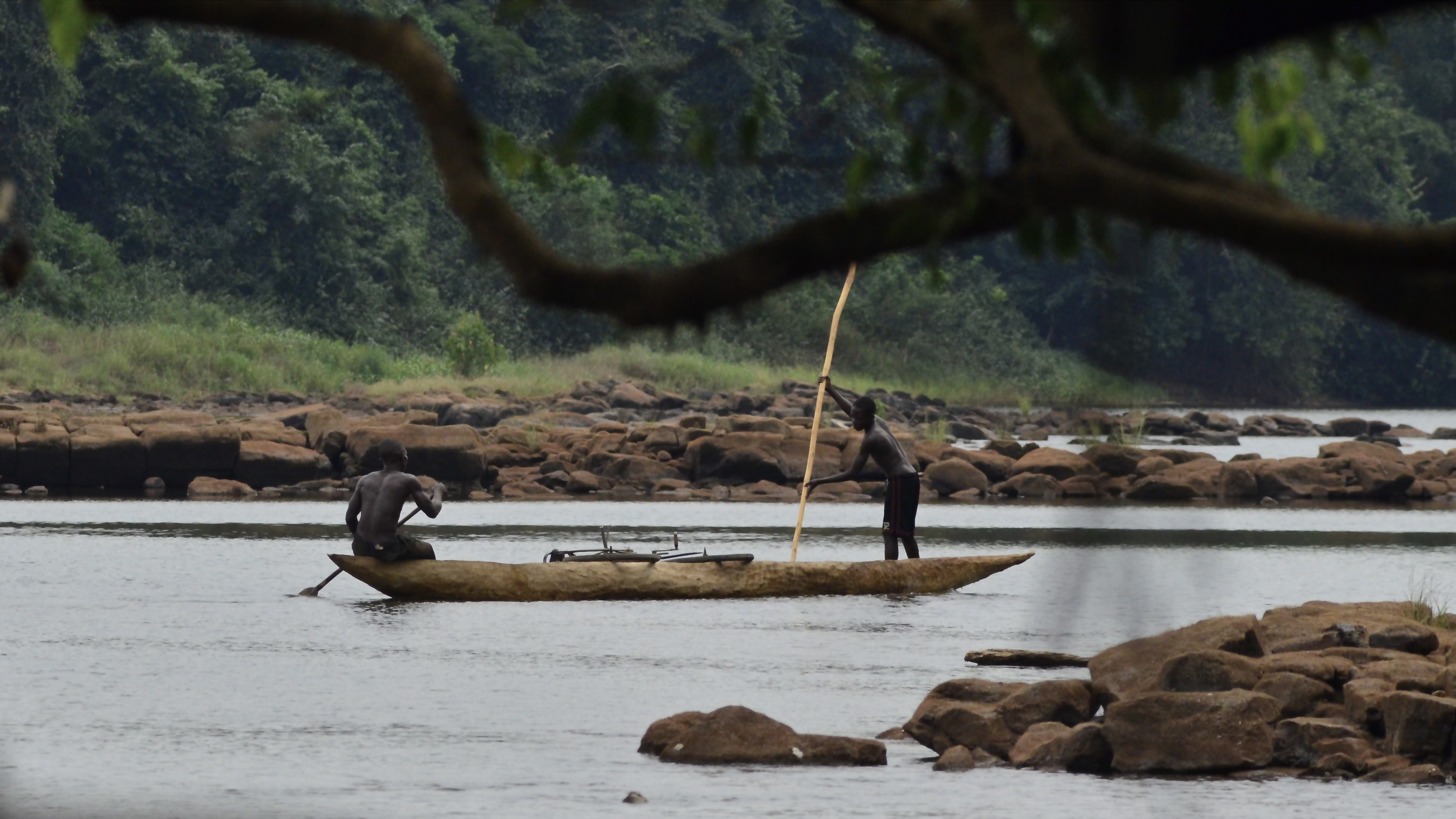
Deux hommes en pirogue au confluent du Mbomou avec l'Oubangui.

Le Mbomou, Mbomu ou Bomu est une rivière d'Afrique centrale qui coule en république centrafricaine et en république démocratique du Congo. C'est un affluent important de l'Oubangui dont il constitue la branche source droite, l'Uélé en constituant la branche gauche. C'est donc un sous-affluent du Congo.
On l'appelle « Mbomou » en Centrafrique et « Mbomu », ou parfois « Bomu » au Congo-Kinshasa.

## Géographie
Sur toute la longueur de son cours, 800 km, la rivière forme la frontière entre la république centrafricaine et la république démocratique du Congo.
La rivière a donné son nom aux préfectures centrafricaines du Haut-Mbomou et du Mbomou.

## Affluents
- Le Chinko qui lui donne ses eaux en rive droite à Rafai.